# Бацько Антон Андрійович
Анто́н Андрі́йович Бацько — лейтенант Збройних сил України.

## З життєпису
19 липня 2014-го лейтенанти Антон Бацько та Юрій Воронін при звільненні міста Ясинувата рухалися в колоні у БТРі та потрапили під вогонь терористів. БТР був підбитий, військовики із нього продовжували вестри обстріл терористів та підбили ворожий БТР і ліквідували живу силу, що надало змогу зайняти певний рубіж й виконати бойове завдання.
Станом на березень 2017-го — офіцер відділення БСП, в/ч 3005, з дружиною Кароліною проживають у місті Харків.

## Нагороди
За особисту мужність і героїзм, виявлені у захисті державного суверенітету та територіальної цілісності України, вірність військовій присязі під час російсько-української війни
- нагороджений орденом «За мужність» III ступеня (26.2.2015).